# Tetracnemus floridanus
Tetracnemus floridanus är en stekelart som beskrevs av William Harris Ashmead 1885. Tetracnemus floridanus ingår i släktet Tetracnemus och familjen sköldlussteklar. Inga underarter finns listade i Catalogue of Life.